# Каменка (Попельнянский район)
Каменка (укр. Кам'янка) — село на Украине, основано в 1820 году, находится в Попельнянском районе Житомирской области.
Код КОАТУУ — 1824782201. Население по переписи 2001 года составляет 741 человек. Почтовый индекс — 13504. Телефонный код — 4137. Занимает площадь 2,925 км².

## Адрес местного совета
13504, Житомирская область, Попельнянский р-н, с. Каменка, Школьная, 1